# Seznam krajev Unescove svetovne dediščine v Romuniji
Svetovna dediščina Organizacije Združenih narodov za izobraževanje, znanost in kulturo (UNESCO) je pomembna za kulturno ali naravno dediščino, kot je opisano v Unescovi konvenciji o svetovni dediščini, ustanovljeni leta 1972. Kulturno dediščino sestavljajo spomeniki (kot so arhitekturna dela, monumentalne skulpture ali napisi), skupine zgradb in najdišča (vključno z arheološkimi najdišči). Naravne značilnosti (ki jih sestavljajo fizične in biološke formacije), geološke in fiziografske formacije (vključno s habitati ogroženih vrst živali in rastlin) ter naravna območja, ki so pomembna z vidika znanosti, ohranjanja ali naravne lepote, so opredeljena kot naravna dediščina. Romunija je konvencijo sprejela 16. maja 1990, zaradi česar so njena zgodovinska mesta upravičena do vključitve na seznam.
Od leta 2024 je v Romuniji devet območij svetovne dediščine, od katerih je sedem kulturnih in dve naravni. Prvo območje v Romuniji, delta Donave, je bilo dodano na seznam na 15. zasedanju Odbora za svetovno dediščino, ki je potekalo v Kartagini leta 1990. Nadaljnja območja so bila dodana leta 1993 in 1999, nekatera območja pa so bila pozneje razširjena. Najnovejša navedena lokacija je bila [frudarska kulturna krajina Roșia Montană]] leta 2021 in je bila takoj uvrščena na seznam ogrožene svetovne dediščine zaradi načrtov za nadaljevanje rudarjenja. Starodavni prvobitni bukovi gozdovi Karpatov in drugih delov Evrope si deli 18 evropskih držav. Poleg tega je na romunskem poskusnem seznamu 16 območij.

## Svetovna dediščina
Unesco navaja mesta pod desetimi merili; vsaka prijava mora izpolnjevati vsaj enega od kriterijev. Merila od i do vi so kulturna, od vii do x pa naravna.
| Ime                                                                  | Slika                                                      | Lokacija                                       | Leto vpisa | UNESCO kriterij                 | Opis |
| -------------------------------------------------------------------- | ---------------------------------------------------------- | ---------------------------------------------- | ---------- | ------------------------------- | --- |
| Delta Donave                                                         | Dalmatian Pelican and Great Cormorant in the Danube Delta  | Tulcea (okrožje)                               | 1991       | 588; vii, x (naravno)           | Delta Donave, kjer reka Donava vstopa v Črno morje, je največje evropsko mokrišče. Tu živi več kot 300 vrst ptic in 45 sladkovodnih rib, vključno z ogroženimi jesetri. Vrste sesalcev so evropska kuna (Mustela lutreola), divja mačka, vidra in sredozemska medvedjica. |
| Vasi s trdnjavskimi cerkvami v Transilvaniji                         | Church with surrounding walls and houses                   | okrožja Sibiu, Alba, Harghita, Brașov in Mureș | 1993       | 596bis; iv (kulturno)           | To območje obsega sedem vasi z utrjenimi cerkvami, ki so jih med 13. in 16. stoletjem zgradili transilvanski Sasi. Poselitveni vzorec in organizacija vasi se je ohranila od srednjega veka. Šest vasi (Câlnic, Dârjiu, Prejmer, Saschiz, Valea Viilor in Viscri) je bilo navedenih v prvotni nominaciji leta 1993, medtem ko je bila vas Biertan (na sliki utrjena cerkev) dodana leta 1999. |
| Samostan v Horezu                                                    | A richly ornamented church building with two bell towers   | Vâlcea (okrožje)                               | 1993       | 597; ii (kulturno)              | Samostan v mestu Horezu je leta 1690 ustanovil Constantin Brâncoveanu, princ Vlaške, ki je bil soimenjak sloga arhitekture Brâncovenesc. Unesco ga šteje za mojstrovino tega sloga. Znan je po bogatih okrasnih detajlih in votivnih poslikavah. V 18. stoletju je bila v samostanu ustanovljena vplivna šola za stensko slikarstvo in ikonopisje. |
| Moldavske poslikane cerkve                                           | Sucevita church with painted walls inside a walled complex | Suceava (okrožje)                              | 1993       | 598bis; i, iv (kulturno)        | To območje obsega osem cerkva, zgrajenih v 15. in 16. stoletju. V skladu s slogom regionalnega obdobja so pročelja cerkva v celoti prekrita s freskami, ki jih je navdihnila bizantinska umetnost. Slike prikazujejo svetopisemske teme in so dobro ohranjene. Cerkve so: Cerkev obglavljenja svetega Janeza Krstnika, cerkev Marijinega vnebovzetja in cerkev svetega Jurija samostana Humor, cerkev Marijinega oznanjenja samostana Moldoviţa, cerkev svetega Križa, cerkev svetega Nikolaja samostana Probota, cerkev sv. Ivan samostana Suceava, cerkev sv. Jurija nekdanjega samostana Voroneț in cerkev vstajenja samostana Sucevița (na sliki). Slednja cerkev je bila na seznam dodana leta 2010. |
| Zgodovinski center Sighișoare                                        | A winter view of the old town, including several spires    | Mureș (okrožje)                                | 1999       | 902; iii, v (kulturno)          | Zgodovinsko središče mesta Sighisoara je iz 12. stoletja. Je dobro ohranjen primer majhnega utrjenega srednjeveškega mesta, ki ga je oblikovala interakcija kultur iz srednje Evrope in bizantinsko-pravoslavne jugovzhodne Evrope. Ustanovili so ga Transilvanski Sasi, skupnost nemških trgovcev in obrtnikov. V regiji živijo že več kot 850 let, vendar se bo zaradi priseljevanja v sodobnem času njihova kultura ohranila le skozi arhitekturne spomenike. |
| Lesene cerkve Maramureșa                                             | A wooden church with a pointy spire                        | Maramureș (okrožje)                            | 1999       | 904; iv (kulturno)              | Ta dediščina obsega osem cerkva iz 17. in 18. stoletja v okrožju Maramureș. Cerkve so lesene in združujejo vplive pravoslavne in gotske arhitekture. Nekatere skupne značilnosti cerkva vključujejo visoke, vitke stolpe z uro in strehe, prekrite s skodlami. Seznam vključuje: Cerkev Gospe v svetišču v Bârsani, cerkev sv. Nikolaja (na sliki) v Budeștiju, cerkev sv. Paraskeva v Deseștiju, cerkev Marijinega rojstva v Ieud Dealu, cerkev svetega nadangela Mihaela in Gabrijela v Plopișu, cerkev sv. Paraskeva v Poienile Izei, cerkev svetih nadangelov v Rogozu in cerkev svetih nadangelov v Șurdeștiju.                                                                                      |
| Dačanske trdnjave v pogorju Orăștie                                  | Ruins of different buildings in a grassy setting           | okrožji Hunedoara in Alba                      | 1999       | 906; ii, iii, iv (kulturno)     | Šest trdnjav, ki sestavljajo to mesto, Sarmizegetusa, Costeşti-Cetăţuie, Costeşti-Blidaru, Luncani-Piatra Roşie, Bănița in Căpâlna, je bilo zgrajenih v 1. stoletju pr. n. št. in 1. stoletju n. št. in so služile kot zaščita pred rimskim osvajanjem med rimsko dačanskimi vojnami. So reprezentativni primer dveh značilnih tipov gradišč mlajše železne dobe v Evropi, gradišča na griču in njegovega naslednika, oppiduma, ki se je razvil iz njega. |
| Starodavni prvobitni bukovi gozdovi Karpatov in drugih delov Evrope* | Waterfall in a beech forest                                | več lokacij                                    | 2017       | 1133quater; ix (naravno)        | To območje obsega nemotene primere zmernih gozdov, ki prikazujejo postglacialni proces širjenja evropske bukve iz nekaj izoliranih območij zatočišč v Alpah, Karpatih, Dinaridih, Sredozemlju in Pirenejih. Območje je bilo prvotno uvrščeno leta 2007 kot pragozdovi bukovih gozdov v Karpatih, ki sta si jih delili Slovaška in Ukrajina, leta 2011 razširjeno na starodavne bukove gozdove Nemčije, leta 2017 razširjeno na seznam 12 območij v Romuniji in nekaterih drugih državah ter leta 2021 nadalje razširil na gozdove v skupno 18 državah. |
| Rudarska kulturna krajina Roșia Montană†                             | Open-pit mine                                              | Alba (okrožje)                                 | 2021       | 1552rev; ii, iii, iv (kulturno) | Roșia Montană je v zahodnem delu romunskih Karpatov. Območje je bogato z nahajališči plemenitih kovin in je bilo središče rudarjenja zlata od bronaste dobe do 21. stoletja. Pred odkritjem Amerike je bilo to območje glavni evropski vir zlata. Pomembni ostanki so iz rimskih časov, ko je bilo ustanovljeno rudarsko mesto Alburnus Maior. V srednjem veku so z rudarjenjem večinoma ukvarjale družine kmetov-rudarjev, ta predindustrijska praksa se je nadaljevala do nacionalizacije leta 1948. Ob napisu je bilo mesto takoj uvrščeno na seznam ogroženih zaradi groženj, ki jih predstavljajo načrti za nadaljevanje rudarjenja.                                                                 |
| Kiparski ansambel Constantina Brâncușija v Târgu Jiu                 |                                                            | Gorj (okrožje)                                 | 2024       | 1473;i, ii (kulturno)           | Skupino spomenikov v Târgu Jiu je zasnoval romunski kipar Constantin Brâncuși leta 1937 v spomin na vojake, padle v prvi svetovni vojni. V sklopu so tri skulpture, Miza tišine (Masa tăcerii), Vrata poljuba (Poarta sărutului) in Neskončni steber (Coloana fără sfârșit), ki je upodobljen na sliki. |
| Meje rimskega cesarstva — Dakija (Romunija)                          |                                                            | več lokacij                                    | 2024       | 1718;ii, iii, iv (kulturno)     | Ta nominacija vključuje dakijski del rimskega limesa. To je bil najdaljši kopenski rimski mejni sektor v Evropi, ki se je raztezal čez več kot 1000 km. V Romuniji je bilo identificiranih okoli 100 utrdb, 50 manjših utrdb in več kot 150 stolpov. Na sliki so ruševine Micije. |

## Poskusni seznam
Poleg območij, ki so vpisana na seznam svetovne dediščine, lahko države članice vodijo seznam začasnih območij, ki jih lahko upoštevajo pri nominaciji. Nominacije za seznam svetovne dediščine so sprejete samo, če je bilo območje predhodno navedeno na poskusnem seznamu. Od leta 2024 je Romunija na svoj poskusni seznam zabeležila 19 območij.
| Ime                                                       | Slika                                                   | Lokacija                  | Leto vpisa | UNESCO kriterij           | Opis |
| --------------------------------------------------------- | ------------------------------------------------------- | ------------------------- | ---------- | ------------------------- | --- |
| Samostan Neamț                                            | A stone church with tourists around                     | Neamț (okrožje)           | 1991       | i, ii, iv (kulturno)      | Samostan je bil ustanovljen v 14. stoletju. Cerkev je bila zgrajena v poznem 15. stoletju, v času vladavine moldavskega kralja Štefana III. in je najbolj reprezentativen primer moldavskega sloga verske arhitekture. Samostan je bil eden najpomembnejših regionalnih kulturnih središč, imel je tiskarno in šolo. |
| Bizantinske in postbizantinske cerkve v Curtea de Argeș   | Church building in white stone                          | Argeș (okrožje)           | 1991       | i, ii, iv (kulturno)      | Curtea de Argeș je bila stara prestolnica Vlaške. Knežji dvor iz 13. do 16. stoletja je danes v ruševinah. Cerkev sv. Nikolaja je iz 14. stoletja, medtem ko je stolnica Curtea de Argeș (na sliki), del nekdanjega samostana, iz 16. stoletja. |
| Ansambel Rupestral iz Basarabija                          | Rock carving of a lion                                  | Constanța (okrožje)       | 1991       | (kulturno)                | Skalni kompleks, ki je v bližini mesta Murfatlar (prej znan kot Basarabi) v starem kamnolomu krede, je bil od 10. do 12. stoletja spremenjen v samostanski kompleks. V stene je vklesanih več napisov v različnih pisavah, vključno z grščino, glagolico, cirilico in turškimi runami. Obstaja tudi več rezbarij, ki prikazujejo svetopisemske teme. |
| Cule iz Oltenije                                          | A white tower with a wooden roof                        | več lokacij               | 1991       | iv, v (kulturno)          | Cule (ednina: culă; iz turškega kule 'stolp') so napol utrjene stavbe v regiji Oltenija (znana tudi kot Mala Vlaška). Zgrajene so bile za opazovanje pomembnih poti, uporabljalo pa jih je večje in manjše plemstvo. Na sliki je Culă Greceanu. |
| Cerkev v Densușu                                          | A church built in stone                                 | Hunedoara (okrožje)       | 1991       | i, iv (kulturno)          | Cerkev je bila zgrajena najpozneje v 14. stoletju na mestu rimskega templja, katerega materiali so bili uporabljeni pri gradnji. Notranje poslikave so iz 15. stoletja. |
| Zgodovinsko mesto Alba Iulia                              | Star fort, look from above                              | Alba (okrožje)            | 1991       | iv, v, vi (kulturno)      | Alba Iulia leži na mestu rimskega tabora Apulon iz 2. stoletja našega štetja. Srednjeveško mesto je bilo v 18. stoletju obdano z bastijoni. Pomembne stavbe so katoliška stolnica svetega Mihaela iz 13. stoletja, pravoslavna kronanjska stolnica iz leta 1992, knežja palača in knjižnica Batthyaneum. Na sliki je Citadela Alba Carolina, začetna utrdba. |
| Masiv Retezat                                             | Mounains and a small lake                               | Hunedoara (okrožje)       | 1991       | (naravno)                 | V nominacijski dokumentaciji ni opisa. |
| Gorski vrh Pietrosul Rodnei                               | Mounains and some old houses in front                   | Bistrița-Năsăud (okrožje) | 1991       | (naravno)                 | V nominacijski dokumentaciji ni opisa. |
| Formacija Sânpetru                                        | Drawing of a pterosaur                                  | Hunedoara(okrožje)        | 1991       | (naravno)                 | V nominacijski dokumentaciji ni opisa. The Sânpetru Formation is a geological deposit from the Late Cretaceous period (Maastrichtian stage), rich in dinosaur and other fossils. Artist's impression of the pterosaur Eurazhdarcho, discovered at the site, is pictured. |
| Slătioara posvetni gozd                                   |                                                         | Suceava (okrožje)         | 1991       | (naravno)                 | To je nominacija posvetnega gozda Slătioara, ki je od takrat uvrščen med starodavne in pragozdne bukove gozdove Karpatov in drugih regij Evrope. |
| Zgodovinsko središče mesta Sibiu in njegov ansambel trgov | Grand Square with some people walking                   | Sibiu (okrožje)           | 2004       | ii, iii, iv, v (kulturno) | Prvi zapisi o mestu Sibiu, ki so ga ustanovili transilvanski Sasi, so iz leta 1191. Od leta 1366 je mesto znano kot Hermannstadt in je bilo glavno mesto saške naselbine v Transilvaniji. V mestu je bila v 15. stoletju ustanovljena saška univerza, leta 1543 pa je bil Sibiu središče reformacije v regiji. Med izstopajočimi arhitekturnimi značilnostmi mesta so trije med seboj povezani trgi Gornjega mesta (Huet, Kleiner Ring, Grosser Ring) ter vrsta stavb v gotskem, renesančnem in baročnem slogu. |
| Stari vasi Hollókő in Rimetea z okolico*                  | Two old houses with white facades, flower pots in front | Alba (okrožje)            | 2012       | v (kulturno)              | To je predlagana razširitev vasi Hollókő, ki je od leta 1987 uvrščena na seznam svetovne dediščine na Madžarskem. Rimetea se je razvila v 17. in 18. stoletju in je bila namerno ohranjena kot živ primer podeželskega življenja pred kmetijsko revolucijo leta 20. stoletje. V vasi živi močna madžarska skupnost. |
| Meje rimskega imperija — Donavski limes (Romunija)*       | Stone gate with two towers and two arched passes        | več lokacij               | 2020       | ii, iii, iv (kulturno)    | To je transnacionalna nominacija, ki zajema mesta z rimskimi utrdbami ob reki Donavi. Na sliki so rekonstruirana vrata v Porolissumu. |
| Nekdanji komunistični zapori v Romuniji                   |                                                         | več lokacij               | 2024       | vi (kulturno)             | Ta nominacija vključuje pet nekdanjih komunističnih zaporov: Jilava (na sliki), Râmnicu Sărat, Pitesti, Făgăraș in kaznilnice Sighetu Marmaţiei. |
| Jama Movile                                               |                                                         | Constanța (okrožje)       | 2024       | viii, ix, x (naravno)     | Jama je imenovana, ker njen vodonosnik tvori edinstven, izoliran ekosistem, ki ga oblikuje visoka koncentracija žveplovih spojin, a malo kisika, pri čemer se večina organizmov za preživetje zanaša na kemosintezo. |
| Knežje verske ustanove v Vlaški in Moldaviji              |                                                         | Argeș in Iași (okrožje)   | 2024       | i, ii (kulturno)          | Nominacija združuje dve cerkvi: stolno cerkev Marijinega vnebovzetja v Curtea de Argeş (poskusna lokacija od leta 1991) in cerkev Svetih treh hierarhov v Iaşiju (nekdanja poskusna lokacija, na sliki). |
| Kraljeve rezidence Sinaje                                 |                                                         | Prahova (okrožje)         | 2024       | ii, iv, vi (kulturno)     | Nominacija vključuje dele Sinaje, zgrajene v času vladavine Karola I., predvsem grad Peleș (na sliki), grad Pelișor in grad Foișor. |